# 남원 양씨 종중 문서
남원 양씨 종중 문서(南原 楊氏 宗中 文書)는 대한민국 전북특별자치도 순창군 동계면에 있는 종중 문서이다. 1995년 6월 20일 전라북도의 유형문화재 제152호로 지정되었다.

## 개요
남원 양씨 종중에 보관되어 있는 문서로 고려 공민왕과 무왕 때의 양이시와 양수생 부자가 과거에 급제하여 받은 홍패(紅牌) 두 점이다.
양이시는 공민왕 2년(1353)에 생원과에 장원급제하고, 공민왕 4년(1355)에 진사의 문과 제 22인으로 급제하였다. 이 때에 급제자 합격증은 조선시대의 교지(敎旨:임금이 신하에게 명을 전달할 때나 어떤 인물을 임명할 때 해당자에게 전달하는 문서로, 이전의 왕지를 바꿔 부르는 말)와 달리 왕명(王命)이라고 하였다. 홍패는 적색의 두꺼운 순한지에 묵필로 기록하였으며, 가로 34cm, 세로 64cm로 조선시대의 교지에 비하여 약간 규격이 작다.
양수생의 홍패는 우왕 2년(1376)에 종사랑장복직장으로 있던 양수생이 문과을방에 2등으로 합격함으로써 왕명으로 받은 합격증이다. 홍패는 적색 한지에 묵필로 쓴 것으로 가로 34cm, 세로 65cm이다.
이 문서는 개인의 증빙자료로 뿐만 아니라 고려 후기의 공문서양식을 연구하는데 귀중한 자료로 평가된다.

## 같이 보기
- 남원양씨 종중 문서 일괄 (보물 제725호)

## 참고 자료
- 남원 양씨 종중 문서 - 국가유산청 국가유산포털